# Farkasok órája
A Farkasok órája (Vargtimmen) egy 1968-ban bemutatott horrorisztikus elemekkel átszőtt szürrealista svéd filmdráma, Ingmar Bergman rendezésében.

## Történet
A film nyitányán Alma (Liv Ullmann) látható, aki egy piknikasztalnál foglal helyet a közönséggel szemben. A férje eltűnésének történetét kezdi mesélni, amit annak felfedezett naplójának segítségével próbál visszaidézni.
Johan Borg (Max von Sydow) egy festő, akit rendszeresen kísértenek meg furcsa és gyanús alakok. Egyre jobban a fiatal és terhes feleségére, Almára bízza magát, amikor démonai és álmatlansága kezd elhatalmasodni rajta. Éjszakánként, amikor nem bír aludni, felesége éberen virraszt mellette, különösen a "farkasok órája" idején, mikor Johan szerint a legtöbb születés és halál történik. Johan elkezd neveket adni azoknak az alakoknak, akik megkísértették, többek között a Madárember, a Rovarok, a Húsevők, az Iskolamester és a Kalapos hölgy. A film során Alma többször kifejezi azon meggyőződését, hogy két ember, akik szeretik egymást, és az életüket egymással élik le, végül egyformává válnak.
A közönség számára a Johan előtt megjelenő alakok a férfi szégyeneit, traumáit és bűneit szimbolizálják. Alma arról beszél neki, hogy vele szeretne megöregedni, és még azon az éjszakánt egy 76 éves öregasszony jelenik meg Johannak, és az öregségről kezd gúnyolódni. Egyszer felidézi feleségének azt a jelenetet, mikor egy kisfiúval találkozik, aki egy sziklán napozik. Amikor meglátja a fiút, rájön, hogy az valójában egy démon, aki a homoszexualitást és saját ifjúkori szexuális kísérletezéseit testesíti meg. Dühösen zúzza szét a gyermek arcát egy kővel, mielőtt az óceánba fojtaná. Almán a történetet hallván eluralkodik a kétségbeesés. Johan megpróbálja rábeszélni, hogy hagyja el, hogy később megölhesse magát, de egy házaspár érkezik: von Merkens báró (Erland Josephson) és felesége, Corinne (Gertrud Fridh), akik a közeli kastélyban laknak. A festő és felesége meglátogatja őket szürreális otthonukban. A kastélyban később Johan egyedül találkozik volt barátnőjével, Veronicával, aki egy asztalon fekszik várakozóan. A báró vendégei sorra kezdik kinevetni és kigúnyolni Johant.
Johan pánikba esik, és bemenekül a közeli bozótosba. A film utolsó jelenetében Alma a férje keresésére indul az erdőben, de csak a megcsonkított holttestére talál rá. A befejező pillanatokban a kamerába tekint és a következőket mondja: "Igaz ha egy nő, aki hosszú ideje él egy férfival együtt, végül ugyanúgy végzi, mint a férfi? Úgy értem, szereti a férfit, próbál úgy gondolkozni, mint ő és rá hasonlítani. Azt mondják, hogy ez meg tudja változtatni a személyt. Vajon ha kevésbé szerettem volna, és nem törődtem volna mindennel körülötte, jobban meg tudtam volna óvni?" Alma abban a meggyőződésben marad, hogy Johanba vetett szerelme miatt a férje démonjai őt is megkísértették, ezért képtelen volt megóvni őt.

## Szereposztás
| Szerep              | Színész          | Magyar hangja (1. szinkron |
| ------------------- | ---------------- | -------------------------- |
| Johan Borg          | Max von Sydow    | László Zsolt               |
| Alma Borg           | Liv Ullmann      | Kéri Kitty                 |
| Von Merkens báró    | Erland Josephson | Kassai Károly              |
| Corinne von Merkens | Gertrud Fridh    | Kiss Mari                  |
| Veronica Vogler     | Ingrid Thulin    | Pikali Gerda               |
| Kalapos idős hölgy  | Naima Wifstrand  | Pécsi Ildikó               |
| Lindhorst           | Georg Rydeberg   | Fodor Tamás                |
| Heerbrand           | Ulf Johansson    | Dengyel Iván               |
| Von Merkens asszony | Gudrun Brost     | Kassai Ilona               |
| Ernst von Merkens   | Bertil Anderberg | Versényi László            |

## Gyártás
A Farkasok órája kézirata A kannibálok munkacímet viselte, és Bergman 1965 tavaszán kezdett el dolgozni rajta, mialatt egy kisebb idegösszeomlást is szenvedett. Végül a kézirat nem egy, hanem két filmet eredményezett: a Farkasok órája mellett a Personát is. A Farkasok órája egyike Bergman legszemélyesebb témájú munkáinak, a film tele van önéletrajzi elemekkel. A nyitó és a zárójelenetet úgy forgatták, mintha valóban egy igaz történetről lenne szó, egy művészről, kinek eltűnése felesége elbeszélésein és saját naplóján alapszik. Bergman elismerte, hogy túl személyesnek találta a történetet, és megpróbált létrehozni egy művészi távolságot a forgatás folyama során. Igaz ezeket a közbeékelt részeket a nyitó és zárójelenet kivételével mind eltávolította. Bergman a Szenvedély forgatása alatt is ugyanezzel a technikával élt.

## Fordítás
- Ez a szócikk részben vagy egészben  a   Hour_of_the_Wolf című angol Wikipédia-szócikk fordításán alapul.  Az eredeti cikk szerkesztőit annak laptörténete sorolja fel. Ez a jelzés csupán a megfogalmazás eredetét és a szerzői jogokat jelzi, nem szolgál a cikkben szereplő információk forrásmegjelöléseként.